# نونو لوارنتینو
نونو لوارنتینو (به انگلیسی: Nuno Laurentino) (زادهٔ ۳ اوت ۱۹۷۵) شناگر اهل پرتغال است.